# Вудбајн (Џорџија)
Вудбајн (енгл. Woodbine) град је у америчкој савезној држави Џорџија. По попису становништва из 2010. у њему је живело 1.412 становника.

## Демографија
Према попису становништва из 2010. у граду је живело 1.412 становника, што је 194 (15,9%) становника више него 2000. године.
| Група             | 2000.       | 2010.       |
| Белци             | 641 (52,6%) | 787 (55,7%) |
| Афроамериканци    | 534 (43,8%) | 556 (39,4%) |
| Азијати           | 3 (0,2%)    | 1 (0,1%)    |
| Хиспаноамериканци | 28 (2,3%)   | 33 (2,3%)   |
| Укупно            | 1.218       | 1.412       |